# Titanic (film 1997)
Titanic è un film del 1997 scritto, diretto, co-prodotto e co-montato da James Cameron.
Il colossal è interpretato da Leonardo DiCaprio e Kate Winslet nei ruoli di Jack e Rose, due giovani provenienti da classi sociali opposte che si innamorano a bordo della sfortunata nave RMS Titanic, realmente naufragata il 15 aprile 1912, durante il suo viaggio inaugurale, a seguito dello schianto contro un iceberg. L'ispirazione di Cameron per il film è venuta dalla sua passione per i naufragi e dalla sua percezione del fatto che una storia d'amore intervallata da una perdita umana sarebbe stata essenziale per trasmettere l'impatto emotivo del disastro. La produzione è iniziata nel 1995, quando Cameron ha effettuato le riprese nel vero relitto del Titanic. Le scene moderne sulla nave da ricerca sono state girate a bordo della Akademik Mstislav Keldyš, usata come base durante le riprese del relitto sia nella finzione scenica che nella produzione reale del film. Per ricreare il naufragio sono stati utilizzati modelli in scala, immagini generate al computer e una ricostruzione del Titanic eretta presso i Baja Studios.
Il film è stato presentato in anteprima al Tokyo International Film Festival il 1° novembre 1997, ed è uscito negli Stati Uniti il 19 dicembre, e in Italia il 16 gennaio seguente. È stato elogiato per i suoi effetti speciali, le performance (in particolare quelle di DiCaprio, Winslet e Stuart), i valori di produzione, la regia, la colonna sonora, la fotografia, la storia e la profondità emotiva. Detiene il record di vittorie ai Premi Oscar (undici), insieme a Ben-Hur ed Il Signore degli Anelli - Il ritorno del re, nonché quello di candidature (quattordici), insieme ad Eva contro Eva e La La Land. Divenne il film con maggiori incassi nella storia del cinema, superando Jurassic Park di Steven Spielberg del 1993, finché non venne superato nel gennaio 2010 da Avatar, il film diretto da Cameron dopo Titanic stesso; al 2023, la pellicola occupa il quarto posto dopo Avatar, Avengers: Endgame ed Avatar - La via dell'acqua (pellicola, quest'ultima, sempre di Cameron).
Nel 2007 l'American Film Institute l'ha inserito all'83º posto nella classifica dei cento migliori film americani di tutti i tempi (nella classifica originaria del 1998 non era presente). Si trova inoltre al sesto posto della classifica dei migliori film epici di tutti i tempi nella AFI's 10 Top 10 dell'American Film Institute.
Nel 2017 è stato scelto per la conservazione nel National Film Registry della Biblioteca del Congresso degli Stati Uniti in quanto "culturalmente, storicamente ed esteticamente significativo".

## Trama
Nel 1996, a bordo della nave da ricerca Akademik Mstislav Keldyš, il cacciatore di tesori Brock Lovett e il suo team esplorano il relitto del RMS Titanic e recuperano una cassaforte, che si spera contenere una collana con un diamante blu di enorme valore noto come il Cuore dell'oceano. La cassaforte sfortunatamente non contiene il prezioso gioiello, ma scoprono il disegno di una giovane donna nuda che indossa la collana in questione, datato 14 aprile 1912, lo stesso giorno in cui il Titanic colpì l'iceberg che lo fece affondare. Poco tempo dopo la centenaria Rose Dawson Calvert, venendo a conoscenza del ritrovamento del team di Lovett al telegiornale, contatta quest’ultimo, identificandosi come la donna nel disegno. Inizialmente riluttante perché pensa che stia mentendo, Lovett porta Rose a bordo della Keldyš sperando che la donna possa aiutare a localizzare il gioiello. A bordo, Rose racconta le sue esperienze come passeggera del Titanic.
Nel 1912 a Southampton, la diciassettenne Rose DeWitt Bukater, il suo ricco fidanzato Caledon "Cal" Hockley e la madre vedova di Rose Ruth salgono a bordo del Titanic. Rose è una ragazza che vive agli ordini di sua madre, che l'ha costretta a fidanzarsi con Cal per risolvere i problemi finanziari della famiglia (suo padre morì lasciandole una scia di debiti irrisolti) e mantenere il loro status di classe agiata. Nel frattempo, Jack Dawson, un giovane artista povero del Wisconsin, vince un biglietto di terza classe del Titanic in una partita di poker. Dopo aver salpato, Rose, disperata dal suo fidanzamento senza amore, scavalca la ringhiera di poppa con l'intenzione di suicidarsi. Jack la convince a ritornare a bordo. Tuttavia, si verifica un incidente e Rose sta per cadere in mare. Jack riesce a salvarla, ma in quel momento arrivano le autorità della nave, allarmate dalle urla della ragazza, e vedendo una scena equivoca, credono che Jack abbia tentato di abusare di lei e lo arrestano. Ma Rose lo difende, nascondendo il suo tentato suicidio con una bugia e spiegando che è stato lui a salvarla. Per ringraziarlo, Cal e gli altri passeggeri lo invitano a condividere una cena con loro e raccontare la sua storia.
Jack viene aiutato da una cordiale milionaria di nome Molly Brown, che gli presta uno degli abiti di suo figlio. La serata trascorre senza problemi, a parte di commenti scortesi e alzati di Ruth, ma questi, nonostante sia un povero cittadino comune, riesce a conquistare la simpatia dei presenti parlando della sua visione della vita. Dopo cena, saluta Rose e le passa segretamente un invito a una festa nella terza classe, dove tutti ballano e si divertono con una musica frenetica che non sarebbe ben accetta nella prima classe. Rose accetta e si diverte più che mai con Jack e la sua gente, e scopre che, in fondo, conducono una vita più gioiosa di tutti i ricchi a bordo della nave.
Il servitore di Cal, Lovejoy, che ha una brutta impressione di Jack, viene incaricato di spiare la sua fidanzata durante la festa e gli comunica quello che ha visto. Quando Cal e Ruth si oppongono, Rose rifiuta le attenzioni di Jack, ma torna da lui dopo aver realizzato di essersi innamorata. Rose porta Jack nella sua stanza di rappresentanza e gli chiede di disegnarla nuda, indossando solo il Cuore dell'oceano donatole qualche giorno prima da Cal. Successivamente sfuggono a Lovejoy e si rifugiano nella stiva, dove fanno l'amore in un'auto Renault Towncar. In seguito, Rose assicura a Jack che quando raggiungeranno New York scapperà con lui.
Sul ponte di prua assistono alla collisione della nave con un iceberg e sentono i suoi ufficiali discuterne la gravità. Nel frattempo, Cal scopre lo schizzo di Jack e un messaggio sarcastico di Rose nella sua cassaforte, insieme alla collana, facendolo arrabbiare. Quando Jack e Rose tornano per avvertire gli altri della collisione, Cal ordina a Lovejoy di infilare la collana nella tasca di Jack, che viene incastrato per furto e ammanettato nell'ufficio del capitano d'armi. Cal, dopo aver picchiato Rose in un impeto d'ira, mette la collana nella tasca del soprabito, in procinto di evacuare la nave.
Con la nave che sta affondando di prua, l'equipaggio dà priorità all'evacuazione delle donne e dei bambini. Comprendendo il trucco di Cal, Rose cambia idea all'ultimo momento e corre in aiuto di Jack, che finisce per liberare tagliandogli le manette con un'ascia di emergenza, e tornano sul ponte, dove Cal e Jack esortano Rose a salire a bordo di una scialuppa di salvataggio. Con l'intenzione di salvarsi, Cal mente dicendo che porterà Jack sano e salvo fuori dalla nave e avvolge Rose nel suo soprabito. Mentre la sua scialuppa di salvataggio viene calata, Rose, incapace di abbandonare Jack, salta di nuovo sulla nave. Un infuriato Cal afferra la pistola di Lovejoy e insegue Jack e Rose, ma quest'ultimi scappano. Cal si rende conto che la collana è ancora nel cappotto che ha dato a Rose e si finge il padre di una bambina smarrita per salire a bordo di una delle due scialuppe di salvataggio che sono rimaste.
Dopo aver rischiato di annegare attraversando i corridoi allagati della nave, Jack e Rose riescono a tornare sul ponte. La poppa della nave si alza mentre la prua allagata affonda; i due si aggrappano disperatamente alla battagliola di poppa. La nave ribaltata si spezza in due e la sezione di prua affonda. La poppa sbatte di nuovo contro l'oceano, si ribalta di nuovo e affonda. Nell'acqua gelata, Jack aiuta Rose a salire su un pannello di legno tra i detriti, abbastanza galleggiante solo per una persona e le fa promettere di sopravvivere. Jack muore per ipotermia, ma Rose è tra le sei persone salvate dall'unica scialuppa di salvataggio che ritorna. Il RMS Carpathia salva i sopravvissuti. Rose evita Cal e sua madre nascondendosi tra i passeggeri della terza classe identificandosi come Rose Dawson per amore di Jack sbarcando infine a New York. Indossando ancora il soprabito di Cal, scopre la collana infilata nella tasca.
Nel presente, Rose dice di aver sentito che Cal si è suicidato dopo aver perso la sua fortuna nel crollo di Wall Street del 1929. Lovett abbandona la sua ricerca dopo aver ascoltato la storia di Rose. Sola sulla poppa della Keldyš, Rose prende il Cuore dell'oceano, che è sempre stato in suo possesso e lo getta in mare sul luogo del relitto, avendo finalmente raccontato la storia del suo amato Jack. Mentre sembra addormentata nel suo letto, le sue foto sul comò raffigurano una vita di libertà e avventura ispirata da Jack. L'ultima sequenza mostra il Titanic distrutto ricostruirsi all'interno, con la giovane Rose che bacia Jack sulla Grande Scalinata, applaudita da tutti coloro che morirono quella notte.

## Personaggi

### Personaggi immaginari
- Rose DeWitt Bukater, interpretata da Kate Winslet: Introdotta all'età di 101 anni come una distinta e gentile socialite di cognome Dawson Calvert, Rose è nata a Filadelfia nel 1895, con il cognome originario di DeWitt Bukater. Da giovane è costretta dalla madre Ruth a fidanzarsi, in vista di un lucroso matrimonio, con Cal Hockley, in modo che entrambe possano mantenere il loro status nell'alta società dopo che il padre aveva lasciato la famiglia in una situazione economica precaria a causa dei molti debiti contratti e non onorati. Nonostante abbia una mente aperta e un cuore forte, è triste e depressa a causa della vita vuota e soffocata dalle convenzioni sociali che deve condurre e perché è stata forzata a fidanzarsi con un uomo che non ama affatto, mentre ella invece desidera un futuro più avventuroso e meno prevedibile: cerca quindi di suicidarsi gettandosi in mare ma ne viene dissuasa da Jack Dawson, grazie al quale comincia a ribellarsi agli obblighi che le sono imposti. Cameron aveva ideato le caratteristiche di Rose sulla base dei personaggi interpretati da Audrey Hepburn ed ispirandosi anche, secondo un'opinione diffusa, alla vicenda reale dell'artista Beatrice Wood.[8][9] Per il ruolo furono prese in considerazione anche Gwyneth Paltrow, Claire Danes e Gabrielle Anwar.[8][10][11] La ventunenne Winslet, per interpretare Rose, dovette tingere di rosso i propri capelli, che al naturale sono biondi. La storia del film viene raccontata attraverso le sue parole di centenaria superstite del Titanic, interpretata nel presente da Gloria Stuart
- Jack Dawson, interpretato da Leonardo DiCaprio: È un artista ventenne itinerante, proveniente da Chippewa Falls, nel Wisconsin, che nonostante la sua limitata disponibilità economica ha visitato molte città grazie alla sua passione nel disegnare ritratti, in particolare nudi femminili. È uno spirito libero e romantico. Affascinato da Parigi, dove è rimasto a lungo e si è interessato alla pittura di Claude Monet, si è poi spostato in Inghilterra, da dove ha avuto l'occasione di tornare in America vincendo due biglietti per la terza classe del Titanic in una partita a poker insieme al suo amico Fabrizio. Per il ruolo erano stati considerati vari attori come Matthew McConaughey, Chris O'Donnell, Billy Crudup e Stephen Dorff, ma James Cameron preferì un attore più giovane per interpretare un ventenne e, molto prima che il film venisse prodotto, aveva scelto River Phoenix per interpretare Jack; tuttavia, a causa della prematura scomparsa dell'attore, optò in seguito per il ventitreenne DiCaprio. Tom Cruise espresse interesse nell'interpretare il ruolo ma, considerando il suo cachet, non fu mai presa veramente sul serio l'ipotesi di affidare a lui il ruolo di Jack.[12] Cameron considerò anche Jared Leto per il ruolo, ma l'attore non si presentò alle audizioni.[13] Presso il Fairview Cemetery di Halifax, dove sono seppellite molte delle vittime del naufragio i cui corpi furono recuperati nei mesi successivi,[14] vi è una lapide su cui è scritto il nome "J. Dawson"; dopo l'uscita del film di Cameron molti hanno preso d'assalto la lapide scattandole foto o ricalcandola sulla carta con la grafite, ritenendo che fosse la tomba di un passeggero del transatlantico di nome Jack Dawson realmente esistito a cui il regista si sarebbe ispirato. Il personaggio di Jack è in realtà immaginario, mentre sotto la lapide è tumulato Joseph Dawson, un macchinista irlandese del Titanic che perse la vita nel naufragio.[15]
- Caledon "Cal" Hockley, interpretato da Billy Zane: Il fidanzato e promesso sposo di Rose, un giovane di circa trent'anni di bell'aspetto ma dal carattere arrogante, egoista, prepotente e carico di pregiudizi verso le classi sociali meno abbienti, figlio di un ricco magnate del settore dell'acciaio di Pittsburgh. A suo modo ama Rose, ma la considera una moglie trofeo e vuole piegarla al suo volere ad ogni costo, dimostrando il suo lato più imbarazzato, geloso e crudele durante il naufragio. Per il ruolo fu inizialmente considerato Michael Biehn, che aveva già collaborato con Cameron in Terminator (1984), Aliens e The Abyss,[16] poi Matthew McConaughey[12] e anche Rob Lowe si offrì per il ruolo.[17]
- Spicer Lovejoy, interpretato da David Warner: Un ex agente Pinkerton e cameriere e guardia del corpo inglese di Cal. Controlla Rose ed è sospettoso riguardo alle circostanze in cui Jack la salva. Muore quando il Titanic si divide a metà, facendolo cadere in un'enorme apertura. Warner era apparso nella miniserie televisiva del 1979 S.O.S. Titanic.
- Ruth DeWitt Bukater, interpretata da Frances Fisher: La madre di Rose. Riflette le qualità relative alla propria classe sociale, è altezzosa, severa ed intransigente ed ha costretto la figlia a fidanzarsi con Cal per mantenere un'adeguata posizione sociale ed estinguere i debiti lasciati dal marito che ha abbandonato la famiglia. Malgrado voglia bene alla figlia, ritiene più importanti la sicurezza economica ed il prestigio familiare.
- Fabrizio De Rossi, interpretato da Danny Nucci: L'amico italiano di Jack, che ha potuto imbarcarsi in terza classe sul Titanic vincendo a poker in coppia con lui.
- Thomas "Tommy" Ryan, interpretato da Jason Barry: Un giovane irlandese che viaggia in terza classe e diventa amico di Jack e Fabrizio.

### Personaggi storici
Nonostante il film non intenda proporre una rappresentazione storica accurata degli eventi, alcuni personaggi storici sono comparsi nel film:

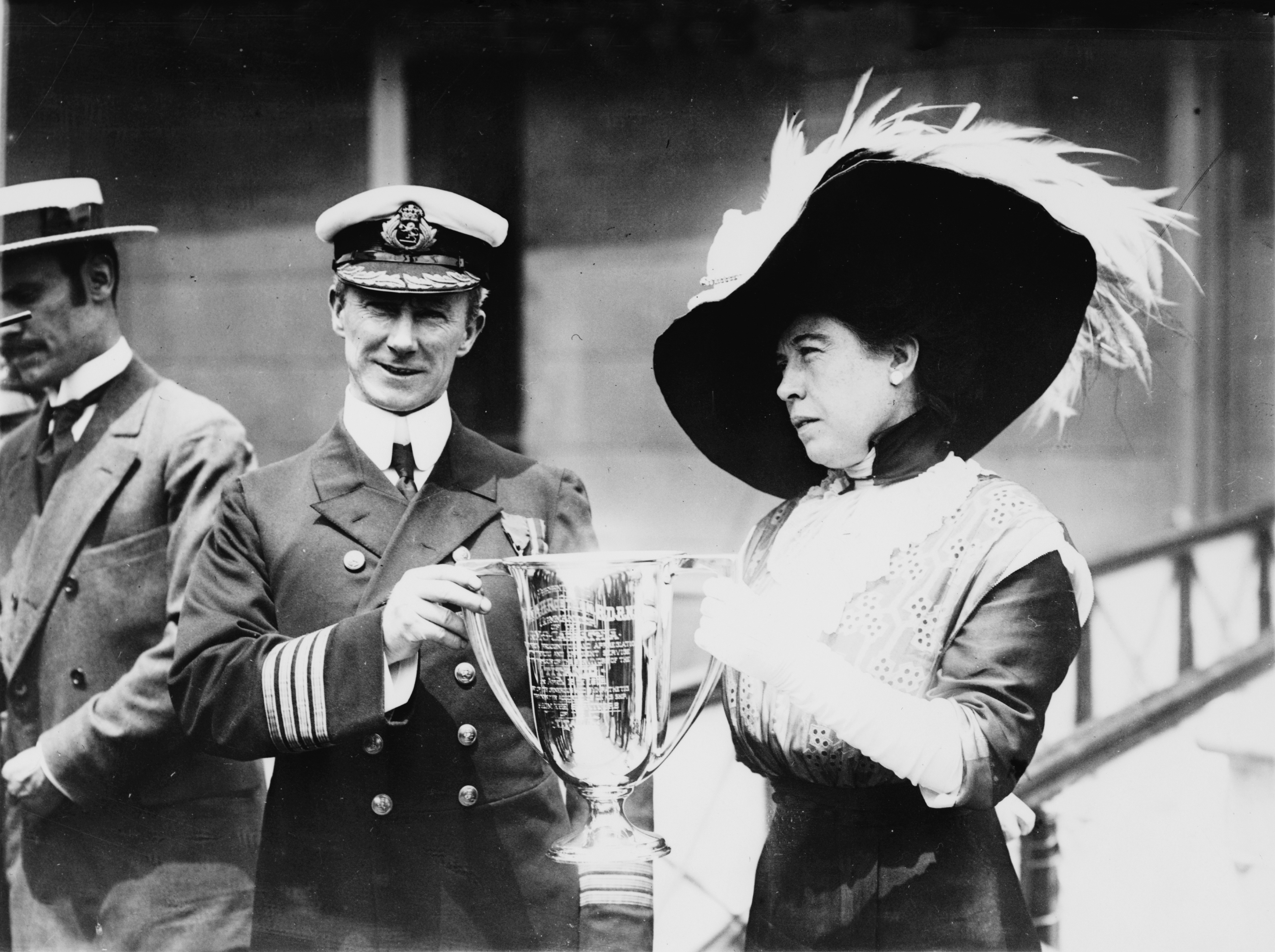
La vera Margaret Brown (destra) consegna al capitano Arthur Rostron un premio per il suo servizio nel salvare i sopravvissuti del Titanic

- Margaret "Molly" Brown, interpretata da Kathy Bates: una donna diventata milionaria poco tempo prima di imbarcarsi in prima classe sul Titanic grazie ad alcuni fortunati investimenti del marito; è mal sopportata dalle compagne di viaggio, compresa Ruth. Salita sul piroscafo a Cherbourg, è molto gentile ed accomodante con Jack, a cui presta un vestito elegante ed insegna alcune regole di comportamento a tavola. Sopravvissuta al naufragio, durante il quale tenta senza successo di far ritornare indietro una scialuppa per soccorrere altri naufraghi, verrà soprannominata l'inaffondabile Molly Brown. Cameron l'ha raffigurata nel film con un comportamento analogo a quello che ebbe nella realtà, scegliendo di non rappresentare, invece, le azioni di cui fu protagonista dopo il naufragio. È realmente passata alla storia come l'inaffondabile Molly Brown, dato che, insieme ad altre donne, ha assunto il comando della sesta lancia di salvataggio.[19]
- Victor Garber interpreta Thomas Andrews: il costruttore navale che ha progettato il Titanic. Dopo l'incidente tenta di convincere gli altri, in particolar modo il suo superiore Ismay, che è "matematicamente certo" che il transatlantico affonderà e cerca di far svolgere nel miglior modo possibile l'evacuazione, sgridando gli ufficiali che caricano troppo poco le scialuppe. Dopo un affettuoso addio a Rose e Jack rimane davanti all'orologio della sala fumatori finché la nave affonda completamente. Sebbene le circostanze della sua morte siano una delle storie più famose sull'affondamento del Titanic, reiterate fin dalla loro apparizione in un libro del 1912 (Thomas Andrews: Shipbuilder), l'unica fonte è John Stewart, un cambusiere che in effetti lasciò la nave con la lancia n. 15 all'1:40 circa.[20] Ci sono state testimonianze di avvistamenti di Andrews dopo quel momento.[20] Sembra che Andrews sia rimasto nella sala fumatori per qualche tempo per raccogliere i suoi pensieri, e poi abbia continuato ad assistere all'evacuazione.[20]
- Bernard Hill interpreta Edward John Smith: il comandante della nave, che ha pianificato che il viaggio inaugurale del Titanic sarebbe stato l'ultimo da lui comandato prima della pensione. Empatico e carismatico, finisce per sottovalutare gli avvisi di ghiaccio galleggiante lungo la rotta a causa della pressione esercitata da Ismay affinché la nave raggiunga New York in anticipo ed anche a causa della propria grande esperienza, che lo porta a sopravvalutare le capacità di manovra della nave. Durante l'affondamento, decide di sacrificarsi e si ritira nella sala di comando, fino a che l'acqua non sfonda le vetrate. Nella realtà è certo che Smith sia deceduto nel naufragio, ma non è mai stato chiarito in che modo, considerando anche che il suo corpo non è mai stato recuperato.
- Jonathan Hyde interpreta Joseph Bruce Ismay: l'amministratore delegato della "White Star Line", che ha avuto l'idea di far costruire il transatlantico e di battezzarlo con il nome Titanic: egli utilizza la propria posizione per vantarsene e spingere il comandante Smith ad aumentare la velocità di navigazione, volendo raggiungere più velocemente New York per pubblicizzare la nave e la compagnia. In seguito alla collisione, non riesce ad accettare che la sua nave "inaffondabile" sia perduta. Riuscirà a salvarsi dalla tragedia, pur sapendo di finire etichettato come codardo, di attirarsi l'odio degli altri naufraghi (in quanto ha lasciato la nave mentre a bordo vi erano ancora donne e bambini) e di essere in parte colpevole di ciò che è successo. A differenza di quanto avviene nel film, nella realtà si sa con certezza che quando salì sulla scialuppa che lo salvò lo fece perché gli era stato offerto e che a bordo del Carpathia rimase nascosto fino allo sbarco in America, ma non è mai stato accertato se fosse o meno coinvolto nelle circostanze che hanno portato al disastro.[21][22]
- Ewan Stewart interpreta William McMaster Murdoch: il primo ufficiale a bordo del Titanic. È di guardia nella plancia della nave quando essa impatta contro l'iceberg, ordinando una manovra evasiva che si rivela inutile, ed ammaina le scialuppe sul lato di dritta della nave durante le operazioni di evacuazione; tale comportamento trova riscontro nella realtà. La scena del suo suicidio dopo aver accidentalmente ucciso Tommy è invece stata oggetto di grandi critiche da parte dei discendenti dell'ufficiale, in quanto, analogamente al comandante Smith, si sa che Murdoch, dopo aver curato l'evacuazione di molti passeggeri, morì nell'affondamento senza che il suo corpo venisse mai ritrovato, ma non si è mai appurato come; l'ipotesi più accreditata resta il suicidio, anche se sicuramente non tramite un colpo di pistola (alcuni sopravvissuti, nella realtà, sostennero di averlo visto gettarsi in mare).[23] La produzione del film ha pubblicamente chiesto scusa alla famiglia, presentando una donazione di 5000 dollari alla Dalbeattie High School per sostenere il William Murdoch Memorial Prize.[24] Lo stesso James Cameron si è scusato nei commenti audio presenti sul DVD del film, benché abbia sottolineato che secondo le testimonianze alcuni ufficiali spararono davvero sulla folla.[25]
- Jonathan Phillips interpreta Charles Lightoller: il secondo ufficiale di coperta della nave. Durante il naufragio viene incaricato di ammainare le scialuppe sul lato sinistro della nave, tuttavia fraintende l'ordine dato dal comandante di dare la precedenza a donne e bambini, impedendo agli uomini di salirvi e caricandole troppo poco, sprecando molti dei posti disponibili, mentre dopo l'affondamento della nave, di cui è il marinaio superstite più anziano e di grado più elevato, fa arrampicare su una scialuppa capovolta un gruppo di naufraghi, facendoli disporre su due file e consentendo loro di salvarsi; tali comportamenti sono nel complesso analoghi a quelli che ebbe nella realtà.
- Kevin De La Noy è il terzo ufficiale Herbert Pitman. Viene mostrato in poche scene nel film ed è l'unico personaggio a non pronunciare neanche una battuta.
- Simon Crane è il quarto ufficiale Joseph Boxhall. Viene mostrato in poche scene del film.
- Ioan Gruffudd è il quinto ufficiale Harold Lowe, che nella realtà, dopo l'affondamento della nave, comandò una lancia che tornò indietro in cerca di superstiti; anche nel film viene ritratto intento a fare ciò.
- Edward Fletcher è il sesto ufficiale James Paul Moody. Nella realtà fu il più giovane degli ufficiali a perdere la vita nel naufragio, tuttavia la sua morte non viene mostrata nel film.
- Eric Braeden è il colonnello John Jacob Astor IV, che nella realtà morì nel naufragio dopo che il secondo ufficiale Lightoller gli impedì di imbarcarsi su una scialuppa al fianco della giovanissima moglie Madeleine, incinta di cinque mesi.[26]
- Bernard Fox è il colonnello Archibald Gracie IV, che nella realtà si salvò dal naufragio ma morì per problemi sanitari pochi mesi dopo.
- Michael Ensign è l'uomo d'affari Benjamin Guggenheim, che nella realtà, una volta saputo che la nave era ormai perduta, rifiutò il giubbetto salvagente e disse di aver indossato il suo abito migliore e di essere pronto ad affondare come un gentiluomo; tale suo comportamento è ritratto anche nel film.
- Martin Jarvis è lo schermidore Cosmo Duff-Gordon, che nella realtà, dopo la sua morte, essendo stato uno dei superstiti di prima classe di sesso maschile, fu accusato di aver ostacolato i soccorsi ai naufraghi quando il piroscafo era completamente affondato, ma le accuse si rivelarono infondate (quando ricompensò l'equipaggio con del denaro non lo fece per corromperlo, bensì per ringraziarlo per averlo salvato) e il suo nome venne riabilitato. Nel film, tuttavia, appare comunque con questo ruolo: è possibile vederlo in una delle scene tagliate, in cui si oppone al far tornare indietro una lancia.[27]
- Rosalind Ayres è la stilista Lady Duff Gordon, moglie di Cosmo.
- Rochelle Rose è Noël Leslie, la contessa di Rothes.
- Scott G. Anderson è la vedetta Frederick Fleet.
- Martin East è la vedetta Reginald Lee.
- Jonathan Evans-Jones è il direttore d'orchestra Wallace Hartley; il comportamento che ne viene mostrato nel film rispecchia quello che ebbe nella realtà secondo i sopravvissuti.
- Craig Kelly è il marconista Harold Bride.
- Gregory Cooke è il marconista Jack Phillips, che invia il messaggio di emergenza dopo che, in una scena tagliata, quando il collega del Californian aveva tentato di avvertirlo riguardo agli iceberg, lo aveva zittito in malo modo; tali scene ritraggono fedelmente ciò che accadde nella realtà.
- Lew Palter e Elsa Raven sono Isidor e Ida Straus. Durante il naufragio, nella realtà, a Ida Straus venne offerto un posto su una lancia, ma lei rifiutò dicendo di voler rimanere accanto al marito ed alla fine entrambi persero la vita. Questo episodio si trova tra le scene tagliate, mentre l'unica scena in cui sono presenti nella versione cinematografica li ritrae abbracciati nel proprio letto, appena prima che l'acqua inondi la cabina.
- Liam Tuohy è il panettiere Charles Joughin. Viene mostrato mentre beve whisky e, in una scena tagliata, mentre lancia delle sedie in acqua per permettere ai naufraghi di aggrapparvisi; pare che si sia comportato davvero in tale modo e che la grossa quantità di alcol che ingerì gli permise di restare a mollo nelle gelide acque oceaniche per tutto il tempo trascorso tra l'affondamento del Titanic e l'arrivo del Carpathia senza quasi riportare sintomi da congelamento.
- James Lancaster è il sacerdote cattolico Thomas Byles, che nella realtà ascoltò la confessione e amministrò l’assoluzione ad alcuni passeggeri poco prima dell'inabissamento; anche nel film viene mostrato intento a fare ciò.
- Terry Forrestal è il direttore di macchina Joseph G. Bell. Nella realtà è stato considerato un eroe nascosto, in quanto lui ed i suoi sottoposti morirono tutti dopo che erano sempre rimasti in sala macchine, dove avevano mantenuto in funzione fino all'ultimo i gruppi elettrogeni, allo scopo di dare la possibilità alla nave di comunicare tramite telegrafo, di rimanere a galla più a lungo e di mantenere alimentati i sistemi elettrici e l'illuminazione, per permettere a più persone possibili di mettersi in salvo sulle lance di salvataggio. Se il personale di macchina non si fosse comportato in tale modo, la corrente elettrica si sarebbe interrotta molto tempo prima, arrestando le comunicazioni radio e gettando nel buio l'intera nave.
- Richard Ashton è il carpentiere John Hutchinson. Viene mostrato in due scene del film, quando discute con gli altri ufficiali di bordo sui danni causati dall'impatto con l'iceberg e quando parla con Smith, Ismay, Andrews e gli altri ufficiali di quanto tempo la nave impiegherà ad affondare, per poi presumibilmente morire nel naufragio.
- Paul Brightwell è il timoniere Robert Hichens.
- Richard Graham è il secondo timoniere George Rowe.
- Derek Lea è il capo fuochista Frederick Barrett.

### Camei
Molti membri dell'equipaggio della nave oceanografica russa Akademik Mstislav Keldyš appaiono nel film, incluso Anatoly Sagalevich, creatore e pilota del sommergibile MIR, e Anders Falk, che girò un documentario sul set per conto della Titanic Historical Society e che compare nelle vesti dell'emigrante svedese che Jack Dawson incontra nella sua cabina all'inizio del film. Anche Edward Kamuda e Karen Kamuda, allora presidente e vicepresidente della società, furono scelti come comparse. Van Ling ha interpretato Fang Lang; il suo passato ha ispirato Cameron a produrre il documentario The Six, basato su un gruppo di sopravvissuti cinesi al naufragio.

## Produzione

### Pre-produzione
(James Cameron a proposito del film)

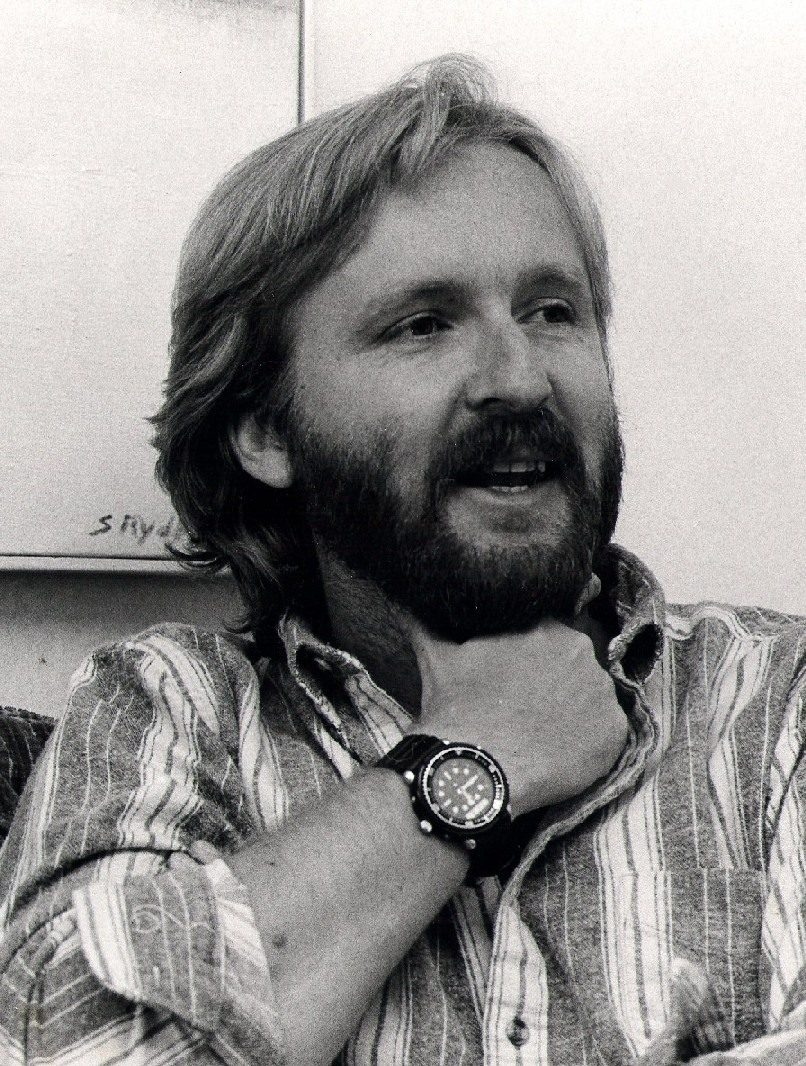
James Cameron, regista, sceneggiatore, ideatore, produttore e montatore della pellicola (fotografato nel 1986)

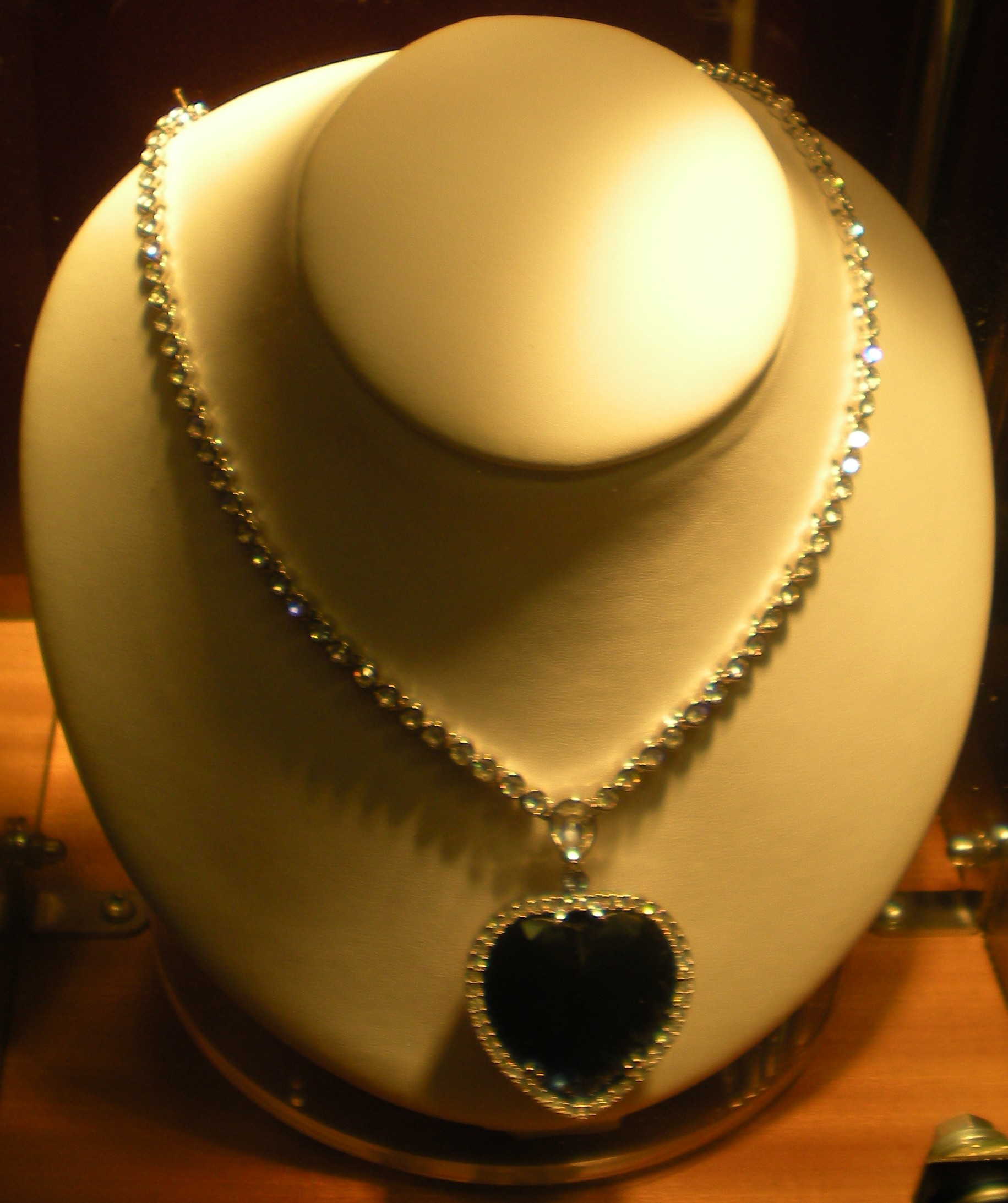
Il Cuore dell'oceano, il gioiello utilizzato nel film

James Cameron è stato a lungo affascinato dai naufragi e per lui quello dell'RMS Titanic era "il Monte Everest dei naufragi". Scrisse quindi la sceneggiatura per un film che raccontasse una storia d'amore ambientata sulla nave, poi incontrò i dirigenti della 20th Century Fox, tra cui Peter Chernin, e descrisse loro la trama come "Romeo e Giulietta sul Titanic".
Titanic è stato il film più costoso mai realizzato fino ad allora, con 200 milioni di dollari di budget.
Cameron è stato influenzato nella realizzazione del film dalla produzione britannica del 1958 Titanic, latitudine 41 nord (A Night to Remember), che aveva visto da giovane. Ha liberamente copiato alcuni dialoghi e scene di quel film, tra cui la vivace festa dei passeggeri in terza classe e i musicisti che suonano sul ponte durante l'affondamento della nave.

### Riprese

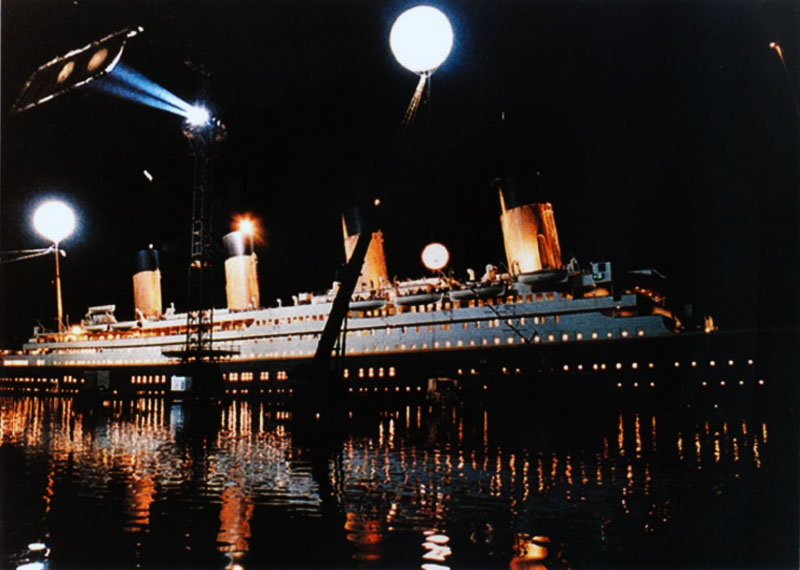
Uno scatto avvenuto durante le riprese

Le riprese principali per Titanic iniziarono nel luglio del 1996 a Dartmouth, Nuova Scozia, a bordo della nave oceanografica russa Akademik Mstislav Keldyš. Nel settembre 1996 la produzione si spostò alla Baia degli studios di Rosarito, in Messico, dove la 20th Century Fox, non avendo teatri di posa sufficientemente grandi, aveva acquistato 16 milioni di metri quadrati di costa e fatto costruire una cisterna esagonale di circa 37000 m² contenente 76 milioni di litri d'acqua, in cui furono poi ricostruiti, a grandezza naturale (scala 1:1), il 90% del Titanic (ne sarebbe stata tralasciata una porzione di 27 metri, pari al 10%), il cassero di poppa e parte del molo di Southampton. Il set principale venne costruito solo dal lato di dritta dopo che era stato condotto uno studio sui venti prevalenti della zona, da cui era risultato che il fumo emesso dai fumaioli sarebbe stato correttamente orientato verso poppa. Questa venne poi costruita ed incernierata ad un meccanismo che poteva farla ruotare da 0 a 6 gradi; durante le riprese dell'affondamento, i tecnici riuscirono a separare in due parti il gigantesco set e far realmente sprofondare nell'acqua la prima sezione per poi riallacciare digitalmente la sezione posteriore. Il cassero di poppa invece venne montato su un sistema idraulico ancora più complesso che permetteva un'inclinazione di 90°, per poter permettere le ultime scene dell'affondamento della nave. Per la sicurezza degli stuntmen, molti oggetti di scena furono realizzati in gomma e le dimensioni dei 4 fumaioli furono ridotte del 10%. Le riprese durarono sei mesi e terminarono il 23 marzo 1997, periodo durante il quale l'intero cast tecnico e artistico fu sottoposto a forte stress, tanto che molti membri del cast accusarono raffreddori, influenza od infezioni renali dopo aver trascorso svariate ore in acqua fredda; anche Kate Winslet si ammalò di polmonite, probabilmente per non aver voluto indossare protezioni contro il freddo sotto il vestito di scena. Diversi altri soggetti hanno lasciato la produzione e tre stuntman hanno subito fratture, ma la Screen Actors Guild stabilì, a seguito di un'indagine, che nulla era intrinsecamente pericoloso per il set. Le aspettative erano tante e la post-produzione risultò più lunga del previsto, tanto che l'uscita nelle sale fu rimandata dalla primavera alla fine dell'anno.
Dei set interni della nave venne ricostruito lo scalone monumentale di prua dal livello del ponte lance al ponte E, che appare svariate volte nelle scene più importanti del film, i relativi corridoi annessi, la sala da pranzo di prima classe, una porzione della sala caldaie, la suite presidenziale B-52, B-54 e B-56 (con qualche accorgimento a causa della documentazione), la stiva di carico, diversi spazi della terza classe, la sala fumatori di prima classe e il Palm Court Restaurant sul ponte A.
Gli oggetti di scena come i piatti, la tappezzeria, le posate, le sedie, i mobili, ecc. furono ricostruiti con cura maniacale sulla base di veri reperti recuperati dal relitto o dei disegni originali della White Star Line. Per curare questo aspetto, Cameron assunse due storici del Titanic ed una persona esperta del galateo di inizio '900, che servì per seguire i comportamenti degli attori nelle scene. Questi ed altri particolari hanno fatto sì che l'intero film di Cameron diventasse l'opera audiovisiva più accurata, oltre che la più nota, a trattare la vicenda dello sfortunato transatlantico.
Ci fu anche un largo uso di set e location ricreate in scala ridotta e aggiunte ai set fisici tramite l'ausilio della computer grafica che lo stesso Cameron aiutò a creare. Il transatlantico venne ricostruito interamente più volte a diverse scale e a sezioni specifiche. Alcuni di questi modelli sono stati riutilizzati nel 2012 dallo stesso Cameron per il documentario di National Geographic sul centenario dell'affondamento. Scene ambientate nel salone di prima classe, nella sala macchine e svariate riprese dell'urto con l'iceberg, l'allagamento e l'affondamento sono risultati di scene ibride tra effetti pratici e digitali.
Per descrivere infine le scene dell'affondamento, la maggior parte dei set vennero realmente realizzati immersi in acqua, in vasche apposite. Alla fine delle riprese poco materiale è sopravvissuto, quello che rimane si trova nel museo Fox a Rosarito od alla Ronald Reagan Presidential Library, in Presidential Drive, Simi Valley, California, Stati Uniti.
Il film venne in parte finanziato dalla Paramount Pictures e dalla 20th Century Fox, rispettivamente i distributori per il mercato americano e internazionale. La post-produzione ritardò e fece slittare l'uscita del film al 19 dicembre 1997.

## Colonna sonora

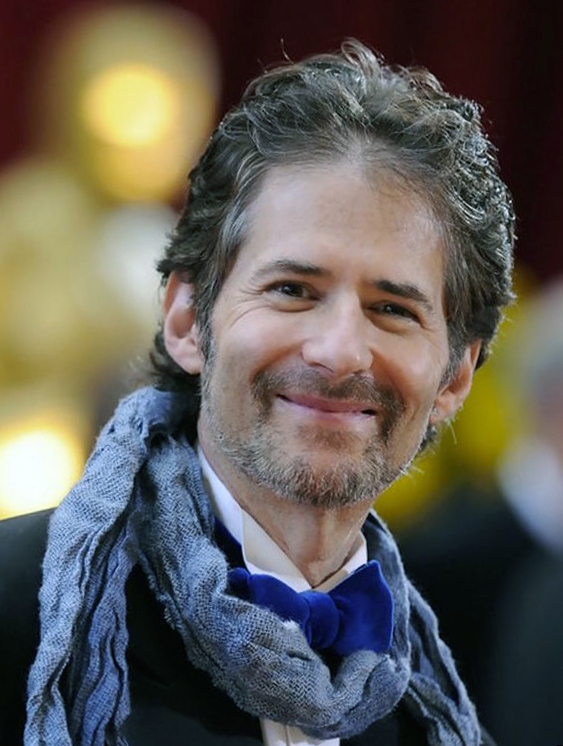
Il compositore James Horner, autore della colonna sonora del film

La colonna sonora del film è stata curata dal compositore James Horner, che aveva già lavorato con Cameron per le musiche del film Aliens - Scontro finale. Il regista aveva offerto il lavoro alla cantante irlandese Enya, la quale rifiutò, quindi Cameron si rivolse ad Horner per comporre la partitura, richiedendogli esplicitamente di utilizzare lo stesso stile vocalizzato di Enya. Per le sezioni vocali, Horner si rivolse all'artista norvegese Sissel Kyrkjebø, dopo aver provato con altri venticinque o trenta cantanti. I temi del film, diventati tra i più famosi della storia del cinema, sono stati descritti da Earle Hitchner per il Wall Street Journal come "evocativi".
Insieme a Will Jennings, Horner ha composto la famosissima canzone My Heart Will Go On. James Cameron non voleva parti cantate nei titoli di coda, così il compositore scrisse in segreto la parte musicale, che costituisce il tema principale del film, e affidò la scrittura delle parole a Jennings. In seguito Horner incise una demo al sintetizzatore come base e presentò il brano, sempre in segreto, alla cantante Céline Dion, che dopo alcuni ripensamenti accettò di registrarlo. Dopo qualche giorno il risultato fu fatto ascoltare a Cameron, il quale lo apprezzò molto, decidendo quindi di cambiare idea relativamente al sottofondo musicale dei minuti finali; il regista non ebbe più dubbi sull'inserire o meno il brano nel film dopo averlo fatto ascoltare a sua figlia.
Per quest'opera Horner ricevette due Oscar (uno per la miglior colonna sonora e l'altro per la miglior canzone), due Golden Globe, un Chicago Film Critics Association Award per la miglior colonna sonora originale, due Satellite Award, un Grammy Award per la miglior canzone, un MTV Movie Awards per la miglior canzone. L'album della colonna sonora è tra i più venduti nel mondo.

### Tracce
1. Never an Absolution – 3:03
2. Distant Memories – 2:24
3. Southampton – 4:02
4. Rose – 2:52
5. Leaving Port – 3:26
6. Take Her to Sea, Mr. Murdoch – 4:31
7. Hard to Starboard – 6:52
8. Unable to Stay, Unwilling to Leave – 3:57
9. The Sinking – 5:05
10. Death of Titanic – 8:26
11. A Promise Kept – 6:03
12. A Life So Changed – 2:13
13. An Ocean of Memories – 7:58
14. My Heart Will Go On (Love Theme from "Titanic") – 5:11
15. Hymn to the Sea – 6:26

### 20th Anniversary Edition
Il 28 novembre 2017 la La-La Land Records ha pubblicato un'edizione a 4 dischi limitata a 5000 copie che presenta per la prima volta la colonna sonora composta da Horner nella sua completezza. Ad essa sono dedicati i primi due dischi: il primo, "Score presentation", contiene 17 tracce per un totale di 58:29 minuti, il secondo, "Score presentation (continued)", ne contiene 11 per un totale di 55 minuti. Il terzo disco, "Additional music and alternates", presenta 17 tracce (72:52 minuti) ed è dedicato a musica aggiuntiva e versioni alternative dei brani usati nel film, mentre il quarto ed ultimo, "Source music", presenta 23 tracce (76:30 minuti) ed è dedicato alle musiche dell'epoca, soprattutto quelle suonate dall'orchestra che era presente sulla nave. Insieme a questi quattro dischi è allegato un libretto di 36 pagine.

## Distribuzione
Il film venne mostrato per la prima volta al Tokyo International Film Festival in Giappone il 1º novembre 1997, uscì nelle sale cinematografiche locali il 20 dicembre dello stesso anno. Negli Stati Uniti, in Canada e a Portorico uscì il 19 dicembre 1997. In Italia uscì il 16 gennaio 1998 e restò nelle sale per sei mesi. È stato distrubito anche in Australia, Hong Kong, Malesia, Nuova Zelanda e Singapore il 18 novembre 1997, mentre a Taiwan ed in Sudafrica due giorni dopo. Ha debuttato in Thailandia il 26 dicembre seguente ed il 1º gennaio 1998 in Islanda, Messico, Panama ed Indonesia. È uscito il 7 gennaio in Belgio, Svizzera francese, Francia e Slovenia, mentre nella Svizzera tedesca ed italiana il 9 gennaio, seguito da Spagna, Israele ed Uruguay lo stesso giorno. Arrivò poi in Brasile, Camerun, Finlandia, Portogallo, Grecia e Svezia il 16 gennaio e, il 20 dello stesso mese, in Bolivia. Debuttò il 22 gennaio in Ungheria ed il 23 in Danimarca, Regno Unito, Perù ed Irlanda. Venne poi distrubito in Kuwait e Paesi Bassi il 29 gennaio ed il giorno seguente anche a El Salvador. Arrivò poi nelle Filippine il 4 febbraio 1998 ed il giorno successivo in Argentina, Cile, Repubblica Ceca e Slovacchia. Il film uscì il 13 febbraio in Colombia, Norvegia, Polonia e in Venezuela il 18 febbraio seguente, in Corea del Sud, Russia e Turchia due giorni dopo. Fu distribuito a marzo in Egitto ed il 5 dello stesso mese nell'ex Jugoslavia, mentre il giorno dopo in Bulgaria, Estonia, Lettonia, Romania e Lituania. Arrivò poi in Croazia ed India rispettivamente il 12 e il 13 dello stesso mese e successivamente in Cina, Pakistan ed Emirati Arabi Uniti il 3 aprile 1998, 3 agosto 1998 e 3 aprile 2012. Il film venne poi diffuso in Albania, Benin, Burkina Faso, Ucraina, Kazakistan, Arabia Saudita, Vietnam, Armenia, Bahrein ed Uzbekistan. Per quanto riguarda il suo primo passaggio televisivo italiano, il film fu trasmesso su Canale 5 il 2 aprile 2001 totalizzando 12345000 telespettatori, dato che lo colloca attualmente al 20º posto fra i film con più ascolto nella televisione italiana.
Il film è stato ridistribuito nei cinema di tutto il mondo in 3D a partire dal 4 aprile 2012 (in Italia il 6 aprile), pochi giorni prima del centenario dell'unico viaggio del Titanic, ed è ritornato nelle sale italiane in esclusiva l'8, il 9 e il 10 ottobre 2018 per festeggiare i 20 anni dall'uscita nei cinema italiani. In occasione dei 25 anni dall’uscita, una versione restaurata del film è stata distribuita nel weekend di San Valentino del 2023, in 4K 3D.

### Edizione italiana
L'edizione italiana del film è stata curata dalla 20th Century Fox Italia, mentre la direzione del doppiaggio e i dialoghi sono curati da Tonino Accolla, assistito da Lorena Dognini. Il doppiaggio italiano, invece, fu eseguito dalla Art Collage presso la Fono Roma.
Nei trailer italiani del film Kate Winslet, Billy Zane e Frances Fisher sono doppiati rispettivamente da Laura Lenghi, Luca Ward e Maria Pia Di Meo.

### Edizione home video
Per rendere il film di durata adeguata alla proiezione nelle sale cinematografiche, numerose sono state le scene tagliate per un totale di 29 scene più un finale alternativo, tutte incluse nei contenuti speciali della versione DVD Collector's edition 2005 per una durata approssimativa di tutto il film di circa quattro ore.
Nei contenuti speciali è presente un finale alternativo del film, nel quale l'anziana Rose non getta in mare il Cuore dell'oceano da sola, ma mentre sta per farlo viene vista dalla nipote e da Lovett, che accorrono, e consente a Lovett di tenere in mano il prezioso gioiello prima di lanciarlo davanti a loro.
Il 13 settembre 2012 è stato inoltre distribuito in Blu-ray e Blu-ray 3D con oltre 6 ore di contenuti speciali.

### Versione 3D
Nel novembre 2011 James Cameron presentò 18 minuti di una nuova versione del film in 3D, che, come annunciato, è stata distribuita nel 2012 nelle sale a partire dal 6 aprile. Per promuovere il film in Italia venne organizzata un'anteprima in tutte le sale UCI Cinemas, che lo proiettarono gratuitamente il 14 febbraio 2012. Vennero inoltre diffusi sul web dei nuovi poster realizzati ad hoc per l'uscita in tre dimensioni. Il 27 marzo 2012 alla Royal Albert Hall di Londra si è tenuta la première di Titanic 3D.
In Italia Titanic in 3D è salito di nuovo in testa al botteghino incassando il primo giorno ben 815 000 euro e nei primi nove giorni di programmazione più di 5,3 milioni di euro. Altri 850000 euro vennero incassati domenica 15 aprile, per un totale all'aprile 2012 di 7 milioni di euro.
Al 20 luglio 2012 la versione in 3D ha incassato 343,6 milioni di dollari in tutto il mondo. Ad oggi tutte le versioni di Titanic hanno incassato oltre 2255670883 dollari.
Jon Landau, produttore di Titanic, ha spiegato come è stato convertito il film: innanzitutto il negativo originale di 35 mm è stato telecinemato in digitale 4K dalla Reliance MediaWorks, poi questo master digitale ha ricevuto un meticoloso processo di restauro. Successivamente un team di 450 tecnici della StereoD ha manipolato i fotogrammi per creare la prospettiva dell'occhio destro. James Cameron ha collaborato di persona con gli artisti per stabilire la profondità di ogni singolo elemento presente in ciascuna inquadratura. Il processo di riconversione è durato circa 14 mesi (più di 750000 ore-uomo di lavoro, per dare profondità ad un totale di circa 295000 fotogrammi) ed è costato ben 18 milioni di dollari (ampiamente recuperati già nei soli Stati Uniti, visti gli incassi). Cameron ha ammesso che, nonostante la tentazione di perfezionare la pellicola grazie alle innovazioni tecnologiche avvenute in 15 anni fosse molto forte, non ha operato in questo senso perché convinto che un film debba appartenere all'epoca in cui è stato realizzato. È presente un'unica eccezione, la correzione della posizione delle stelle in un'inquadratura, in quanto già alcuni anni prima l'astrofisico Neil deGrasse Tyson aveva contattato il regista per informarlo della presenza di una scena in cui le stelle nel cielo apparivano in una posizione diversa da quella in cui si trovavano nelle prime ore del 15 aprile 1912 nella zona dell'oceano in cui ebbe luogo l'incidente del Titanic. Cameron ha quindi approfittato di questa riconversione in 3D per apportare tale correzione, chiedendo all'astrofisico di fornirgli la corretta mappa stellare.

### Edizione Dolby Vision
Il 1º dicembre 2017, in occasione del 20º anniversario della pellicola, il film è tornato in 87 sale americane in una nuova versione restaurata in HDR.

### Edizione 4K HDR (Dolby Vision)
A partire dal 13 dicembre 2023 la Eagle Pictures ha diffuso per l'home video una edizione 4K HDR (Dolby Vision) totalmente rimasterizzata con 3 dischi (un disco 4K e due dischi 2K) e con oltre 15 ore di contenuti extra sia vecchi che nuovi. A partire dal 1º febbraio 2024 il film in 4K HDR (Dolby Vision) è finalmente disponibile per lo streaming su Disney+.

### Streaming
Con l'annuncio della sezione interna alla piattaforma Disney+ denominata Star, a seguito dell'acquisizione della 20th Century Fox nel 2019 da parte di Disney, il film appare nel catalogo della piattaforma a partire dal 23 febbraio 2021.

## Accoglienza

### Incassi
Il film ha totalizzato in tutto il quarto maggiore incasso mondiale di tutti i tempi, pari a 2264750694 $ (al 2023), venendo poi superato da Avatar, dello stesso James Cameron nel gennaio 2010. Il 5 maggio 2019 Titanic è stato superato anche da Avengers: Endgame, scendendo quindi al terzo posto. Nel febbraio del 2023 sarebbe toccato ad un altro film di Cameron, Avatar - La via dell'acqua, di effettuare il sorpasso ai danni del kolossal.
Negli Stati Uniti il film incassò nella prima settimana 28 milioni di dollari. Settimana dopo settimana, il numero degli spettatori, invece di diminuire, aumentava; alla fine del dicembre 1997 nei soli Stati Uniti il film aveva già recuperato per intero i 285 milioni di dollari spesi per la produzione.
Divenne il primo film a superare il miliardo di dollari d'incasso.
Nei soli Stati Uniti, raggiunse un incasso di 600788188 $, mentre a livello mondiale raggiunse 1850300000 $ (2264750694 $ al 2023, incluse tutte le riedizioni successive del film), grazie al quale divenne il film con maggior incasso della storia del cinema. Mantenne ineguagliato tale record per dodici anni, finché nel 2010 non venne superato da Avatar. In una classifica che tenga conto dell'inflazione negli Stati Uniti, Titanic risulta invece al quinto posto (al 2016); considerando l'inflazione, è il terzo maggiore incasso di sempre.
In Italia fu campione di incassi già dal primo week-end di programmazione. L'unica città italiana dove il film arrivò secondo fu Napoli, dove in tale periodo fu surclassato dal film Annaré di Ninì Grassia, con protagonista il cantautore napoletano Gigi D'Alessio: solo a Napoli e in Campania, incassò più di Titanic e La maschera di ferro (entrambi con Leonardo DiCaprio) sommati insieme, come riportò a suo tempo il quotidiano la Repubblica. L'incasso totale fu di 51890733 €, che ne fa il quarto film col maggiore incasso in Italia.

### Critica
Il film ha raccolto recensioni per lo più positive dai critici cinematografici ed è stato valutato positivamente dal pubblico e dagli studiosi, che hanno commentato gli impatti culturali, storici e politici del film. Gli aspetti romantici ed emotivamente carichi del film sono stati ugualmente elogiati.
Sul sito web aggregatore di recensioni Rotten Tomatoes, il film ha una valutazione di approvazione dell'88% basata su 255 recensioni, con un voto medio di 8,1/10. Il consenso critico del sito recita: "Un trionfo perlopiù incondizionato per James Cameron, che offre una miscela vertiginosa di immagini spettacolari e melodramma vecchio stile". Metacritic ha assegnato una valutazione media ponderata di 75 su 100 basato su 35 recensioni al film, indicando "recensioni generalmente favorevoli". Il pubblico intervistato da CinemaScore ha assegnato al film un voto medio di "A+" su una scala da A+ a F, uno dei meno di 60 film nella storia del servizio a guadagnare tale punteggio.
Per quanto riguarda l'aspetto complessivo del film, Roger Ebert ha dichiarato: "È realizzato in modo impeccabile, costruito in modo intelligente, recitato con forza e affascinante... Film come questo non sono solo difficili da realizzare, ma quasi impossibili da realizzare bene". Ha attribuito alle "difficoltà tecniche" l'essere "così scoraggianti che è una meraviglia quando i registi sono anche in grado di portare il dramma e la storia in proporzione" e "si è trovato [se stesso] convinto sia dalla storia che dalla triste saga". James Berardinelli ha dichiarato: "Meticoloso nei dettagli, ma vasto per portata e intento, Titanic è il tipo di evento cinematografico epico che è diventato una rarità. Non guardi semplicemente Titanic, lo vivi". Owen Gleiberman di Entertainment Weekly ha descritto il film come: "Uno spettacolo lussureggiante e terrificante di destino romantico. Lo sceneggiatore e regista James Cameron ha rimesso in scena la catastrofe che definisce l'inizio del XX secolo su scala umana di desiderio e paura così purificati che tocca il più profondo livelli di cinematografia popolare." Janet Maslin del New York Times ha commentato che "il magnifico Titanic di Cameron è il primo spettacolo in decenni che invita onestamente il confronto a Via col vento." Richard Corliss della rivista Time, d'altra parte, ha scritto una recensione per lo più negativa, criticando la mancanza di elementi emotivi interessanti.
Alcuni critici hanno ritenuto che la storia e i dialoghi fossero deboli, elogiando comunque le immagini come "spettacolari". Il regista Robert Altman l'ha definito "il lavoro più terribile che abbia mai visto in tutta la mia vita". Nel suo studio del 2012 sulle vite dei passeggeri del Titanic, lo storico Richard Davenport-Hines ha detto: "Il film di Cameron ha demonizzato i ricchi americani ed ha istituito il paradigma dell'inglese, anatematizzando la loro moderazione emotiva, la buona sartoria, i modi puntigliosi e la formazione grammaticale, mentre ha reso eroi romantici dei poveri irlandesi e degli illetterati".
L'American Film Institute ha elencato il film in numerose classifiche:
- 100 Film: 83ª posizione (Lista del 2007 - Decimo anniversario);
- 100 Thriller ed Horror: 25ª posizione;
- 100 Sentimentali: 37ª posizione;
- 100 Canzoni: 14ª posizione (My Heart Will Go On);
- 100 Frasi celebri: 100ª posizione;
- 10 Film per 10 generi: 6ª posizione (genere epico).

## Riconoscimenti

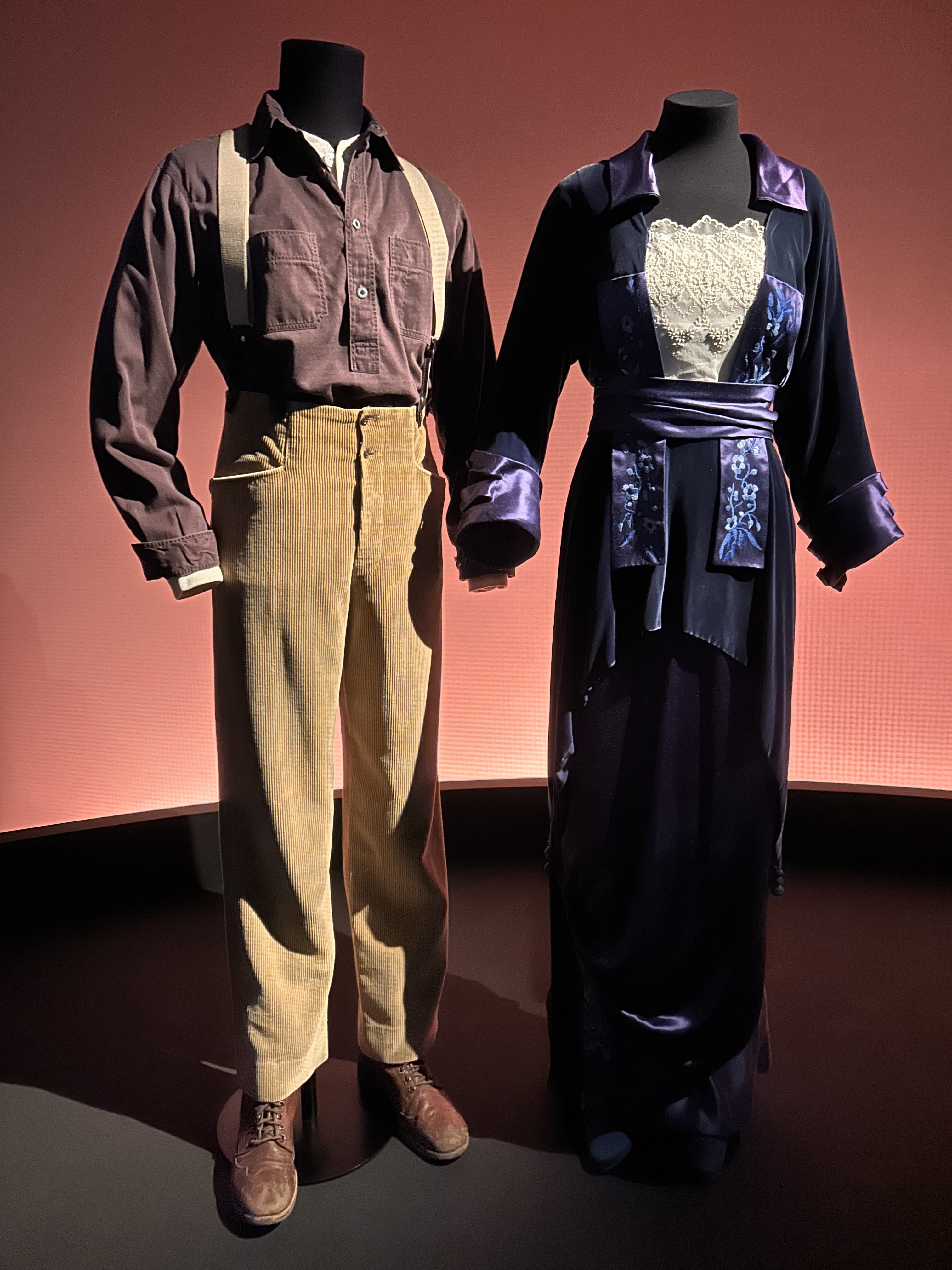
I costumi di scena dei protagonisti, disegnati da Deborah Lynn Scott, vincitrice dell'Oscar ai migliori costumi nel 1998.

Titanic fu il protagonista e trionfatore annunciato della 70ª edizione della cerimonia di premiazione degli Oscar, che si svolse il 23 marzo 1998: l'unica incognita prima della serata riguardava il numero di Oscar che la pellicola si sarebbe aggiudicata. Su 14 candidature ricevute (al pari di Eva contro Eva del 1950 e La La Land del 2016), conquistò 11 statuette. Titanic arrivò quindi a eguagliare il record che Ben-Hur, del 1959, deteneva da solo da 38 anni e che dal 2004 è condiviso anche con Il Signore degli Anelli - Il ritorno del re. Titanic è stato il primo film della storia con due attori che interpretavano lo stesso ruolo candidati entrambi al Premio Oscar come migliore interprete (Kate Winslet come protagonista e Gloria Stuart non protagonista, entrambe per il ruolo di Rose).
- 1998 - Premio Oscar
  - Miglior film a James Cameron e Jon Landau
  - Miglior regista a James Cameron
  - Migliore fotografia a Russell Carpenter
  - Migliore scenografia a Peter Lamont e Michael Ford
  - Migliori costumi a Deborah Lynn Scott
  - Migliori effetti speciali a Robert Legato, Mark A. Lasoff, Thomas L. Fisher e Michael Kanfer
  - Migliore colonna sonora a James Horner
  - Migliore canzone (My Heart Will Go On) a James Horner e Will Jennings
  - Miglior montaggio a Conrad Buff IV, James Cameron e Richard A. Harris
  - Miglior sonoro a Gary Rydstrom, Tom Johnson, Gary Summers e Mark Ulano
  - Miglior montaggio sonoro a Tom Bellfort e Christopher Boyes
  - Candidatura per la migliore attrice protagonista a Kate Winslet
  - Candidatura per la migliore attrice non protagonista a Gloria Stuart
  - Candidatura per il miglior trucco e acconciatura a Tina Earnshaw, Greg Cannom e Simon Thompson
- 1998 - Golden Globe
  - Miglior film drammatico
  - Miglior regista a James Cameron
  - Migliore colonna sonora a James Horner
  - Migliore canzone originale (My Heart Will Go On) a James Horner e Will Jennings
  - Candidatura per il miglior attore in un film drammatico a Leonardo DiCaprio
  - Candidatura per la migliore attrice in un film drammatico a Kate Winslet
  - Candidatura per la migliore attrice non protagonista a Gloria Stuart
  - Candidatura per la migliore sceneggiatura a James Cameron
- 1998 - Premio BAFTA
  - Candidatura per il miglior film a James Cameron e Jon Landau
  - Candidatura per il miglior regista a James Cameron
  - Candidatura per la migliore fotografia a Russell Carpenter
  - Candidatura per la migliore scenografia a Peter Lamont
  - Candidatura per i migliori costumi a Deborah Lynn Scott
  - Candidatura per il miglior trucco a Tina Earnshaw, Greg Cannom e Simon Thompson
  - Candidatura per i migliori effetti speciali a Robert Legato, Mark A. Lasoff, Thomas L. Fisher e Michael Kanfer
  - Candidatura per il miglior montaggio a James Cameron e Richard A. Harris e Conrad Buff IV
  - Candidatura per il miglior sonoro a Gary Rydstrom, Tom Johnson, Gary Summers e Mark Ulano
  - Candidatura per la migliore colonna sonora a James Horner
- 1998 - Screen Actors Guild Awards
  - Migliore attrice non protagonista a Gloria Stuart
  - Candidatura per il miglior cast
  - Candidatura per la migliore attrice protagonista a Kate Winslet
- 1997 - Chicago Film Critics Association Award
  - Migliore fotografia a Russell Carpenter
  - Migliore colonna sonora a James Horner
  - Candidatura per il miglior film
  - Candidatura per il miglior regista a James Cameron
- 1999 - Premio César
  - Candidatura per il miglior film straniero a James Cameron
- 1999 - Empire Award
  - Miglior film
  - Migliore attrice britannica a Kate Winslet
- 1998 - European Film Award
  - Migliore attrice (Premio del Pubblico) a Kate Winslet
  - Candidatura per il miglior contributo europeo al cinema mondiale a Kate Winslet
- 1998 - Ciak d'oro
  - Miglior film straniero
- 1999 - Grammy Award
  - Migliore interpretazione vocale femminile pop a Céline Dion
  - Canzone dell'anno (My Heart Will Go On) a James Horner, Will Jennings e Céline Dion
  - Registrazione dell'anno (My Heart Will Go On) a Céline Dion
  - Migliore canzone (My Heart Will Go On) a James Horner e Will Jennings
  - Candidatura per la migliore performance pop strumentale (My Heart Will Go On) a Kenny G
- 1998 - Grammy Award
  - Migliore registrazione imballata (Titanic (Music as Heard On the Fateful Voyage)) a Claudio Quattrocchi, Hugh Brown e Jeff Smith
  - Registrazione dell'anno (My Heart Will Go On) a James Horner, Simon Franglen e Walter Afanasieff
- 1998 - Kansas City Film Critics Circle Award
  - Miglior film
  - Miglior regista a James Cameron
  - Migliore attrice non protagonista a Gloria Stuart
- 1998 - MTV Movie Awards
  - Miglior film
  - Migliore performance maschile a Leonardo DiCaprio
  - Candidatura per la migliore sequenza d'azione (Il naufragio del Titanic)
  - Candidatura per la migliore performance femminile a Kate Winslet
  - Candidatura per il miglior bacio a Leonardo DiCaprio e Kate Winslet
  - Candidatura per la migliore coppia a Leonardo DiCaprio e Kate Winslet
  - Candidatura per il miglior cattivo a Billy Zane
  - Candidatura per la migliore canzone (My Heart Will Go On) a Céline Dion
- 1997 - National Board of Review Award
  - Migliori dieci film
  - Premio Speciale (per gli effetti tecnici) a James Cameron
- 1997 - Satellite Award
  - Miglior film drammatico a James Cameron e Jon Landau
  - Miglior regista a James Cameron
  - Migliore scenografia a Peter Lamont
  - Migliori costumi a Deborah Lynn Scott
  - Miglior montaggio a Conrad Buff IV, James Cameron e Richard A. Harris
  - Migliore colonna sonora a James Horner
  - Migliore canzone originale (My Heart Will Go On) a James Horner e Will Jennings
  - Candidatura per il miglior attore in un film drammatico a Leonardo DiCaprio
  - Candidatura per la migliore attrice in un film drammatico a Kate Winslet
  - Candidatura per la migliore sceneggiatura originale a James Cameron
  - Candidatura per la migliore fotografia a Russell Carpenter
  - Candidatura per i migliori effetti speciali a Robert Legato
- 1998 - Saturn Award
  - Migliore attrice non protagonista a Gloria Stuart
  - Candidatura per il miglior film d'azione/di avventura/thriller
  - President's Award a James Cameron
- 1998 - Premio Amanda
  - Miglior film straniero a James Cameron
- 1998 - Awards of the Japanese Academy
  - Miglior film straniero
- 1998 - Blockbuster Entertainment Award
  - Miglior attore in un film drammatico a Leonardo DiCaprio
  - Migliore attrice in un film drammatico a Kate Winslet
  - Miglior attore non protagonista in un film drammatico a Billy Zane
  - Migliore attrice non protagonista in un film drammatico a Kathy Bates
- 1999 - Blockbuster Entertainment Award
  - Migliore canzone (My Heart Will Go On) a Céline Dion
  - Candidatura per la migliore colonna sonora a James Horner
- 1998 - Bogey Award
  - Bogey Award in Titanio
- 1999 - Brit Award
  - Migliore colonna sonora
- 1998 - Critics' Choice Movie Award
  - Miglior regista a James Cameron
  - Candidatura per il miglior film
- 1997 - Las Vegas Film Critics Society Award
  - Miglior film
  - Miglior regista a James Cameron
  - Migliore fotografia a Russell Carpenter
  - Migliore canzone (My Heart Will Go On) a James Horner e Will Jennings
- 1999 - London Critics Circle Film Award
  - Candidatura per il film dell'anno
  - Candidatura per il regista dell'anno a James Cameron
  - Candidatura per l'attrice britannica dell'anno a Kate Winslet
- 1998 - Golden Reel Award
  - Miglior montaggio sonoro
  - Miglior montaggio sonoro (Colonna sonora)
  - Miglior montaggio sonoro (Dialoghi & ADR)
- 1997 - New York Film Critics Circle Awards
  - Candidatura per il miglior film
- 1998 - Southeastern Film Critics Association Awards
  - Candidatura per il miglior film
  - Candidatura per il miglior regista a James Cameron
- 1998 - Eddie Award
  - Miglior montaggio a Conrad Buff IV, James Cameron e Richard A. Harris
- 1998 - American Society of Cinematographers
  - Migliore fotografia a Russell Carpenter
- 1998 - Annie Award
  - Miglior tecnico
- 1999 - ASCAP Award
  - Migliore canzone (My Heart Will Go On) a James Horner e Will Jennings
- 1998 - ASCAP Award
  - Top Box Office Films a James Horner
- 1998 - BMI Film & TV Award
  - Migliore canzone (My Heart Will Go On) a Will Jennings
- 1997 - British Society of Cinematographers
  - Candidatura per la migliore fotografia a Russel carpenter
- 1998 - Artios Award
  - Candidatura per il miglior casting in un film drammatico a Mali Finn
- 1998 - Ciak d'oro
  - Miglior film straniero
- 1998 - Dallas-Fort Worth Film Critics Association Award
  - Miglior regista a James Cameron
  - Migliore fotografia a Russell Carpenter
  - Candidatura per il miglior film
- 1998 - DGA Award
  - Miglior regista a James Cameron, Grant Hill, Anna Roth, Sharon Mann, Jon Landau, Josh McLaglen, Sebastián Silva e Kathleen Bobak
- 2001 - Golden Camera
  - Migliore attrice internazionale a Kate Winslet
- 1998 - Hollywood Film Awards
  - Miglior film a Robert Legato e Crystal Dowd
- 1998 - Kids' Choice Award
  - Film preferito
- 1997 - Los Angeles Film Critics Association Award
  - Migliore scenografia a Peter Lamont
  - Candidatura per la migliore attrice non protagonista a Gloria Stuart
  - Candidatura per la migliore colonna sonora a James Horner
- 1999 - Mainichi Film Concours
  - Miglior film straniero a James Cameron
- 1999 - People's Choice Award
  - Miglior film
  - Miglior film drammatico
- 1998 - PGA Award
  - Miglior produttore a Jon Landau e James Cameron
- 1998 - WGA Award
  - Candidatura per la migliore sceneggiatura originale a James Cameron
- 1998 - Art Directors Guild
  - Migliore scenografia
- 1997 - Awards Circuit Community Awards
  - Miglior regista a James Cameron
  - Migliore scenografia a Peter Lamont e Michael Ford
  - Migliore fotografia a Russell Carpenter
  - Migliori costumi a Deborah Lynn Scott
  - Miglior montaggio a Conrad Buff IV, James Cameron e Richard A. Harris
  - Miglior sonoro
  - Migliori effetti visivi
  - Migliore colonna sonora originale a James Horner
  - Candidatura per il miglior film
  - Candidatura per il miglior attore protagonista a Leonardo DiCaprio
  - Candidatura per la migliore attrice protagonista a Kate Winslet
  - Candidatura per la migliore attrice non protagonista a Gloria Stuart
  - Candidatura per il miglior cast
  - Candidatura per la migliore sceneggiatura originale a James Cameron
- 1998 - Blue Ribbon Award
  - Miglior film straniero a James Cameron
- 1998 - Cinema Audio Society
  - Miglior sonoro a Gary Rydstrom, Tom Johnson, Gary Summers e Mark Ulano
- 1999 - Czech Lions
  - Box Office Award
- 1998 - Florida Film Critics Circle Award
  - Miglior film
- 1999 - Golden Screen
  - Premio Speciale
- 1998 - Golden Screen
  - Golden Screen
  - Premio Speciale
  - Golden Screen con 1 stella
  - Golden Screen con 2 stelle
  - Golden Screen con 3 stelle
- 1998 - Hochi Film Awards
  - Miglior film straniero a James Cameron
- 1999 - International Monitor Award
  - Premio per la correzione del colore a David Bernstein e James Cameron
- 1998 - Jupiter Award
  - Miglior film internazionale a James Cameron
  - Miglior regista internazionale a James Cameron
  - Migliore attrice internazionale a Kate Winslet
- 1998 - Mexican Cinema Journalists
  - Miglior film straniero a James Cameron
- 2016 - Online Film & Television Association
  - Miglior film
- 1998 - Online Film & Television Association
  - Miglior film a James Cameron e Jon Landau
  - Miglior film drammatico a James Cameron e Jon Landau
  - Miglior regista a James Cameron
  - Migliore attrice protagonista a Kate Winslet
  - Migliore attrice in un film drammatico a Kate Winslet
  - Migliore colonna sonora drammatica a James Horner
  - Migliore canzone originale (My Heart Will Go On) a James Horner, Will Jennings e Céline Dion
  - Miglior montaggio a Conrad Buff IV, James Cameron e Richard A. Harris
  - Migliore fotografia a Russell Carpenter
  - Migliore scenografia a Peter Lamont, Charles Dwight Lee, Martin Laing e Michael Ford
  - Migliori costumi a Deborah Lynn Scott
  - Miglior montaggio sonoro a Gary Rydstrom, Tom Johnson, Gary Summers e Mark Ulano
  - Miglior montaggio negli effetti sonori a Tom Bellfort e Christopher Boyes
  - Migliori effetti visivi a Robert Legato, Mark A. Lasoff, Thomas L. Fisher e Michael Kanfer
  - Candidatura per il miglior attore protagonista a Leonardo DiCaprio
  - Candidatura per il miglior attore in un film drammatico a Leonardo DiCaprio
  - Candidatura per la migliore attrice non protagonista a Gloria Stuart
  - Candidatura per la migliore performance maschile a Lewis Abernathy
  - Candidatura per il miglior cast
  - Candidatura per la migliore sceneggiatura originale a James Cameron
  - Candidatura per il miglior trucco e acconciature
  - Candidatura per la migliore sequenza dei titoli
- 1998 - Online Film Critics Society Award
  - Migliori dieci film
  - Miglior regista a James Cameron
  - Migliore attrice non protagonista a Gloria Stuart
  - Candidatura per il miglior film
  - Candidatura per la migliore attrice protagonista a Kate Winslet
- 1998 - Publicists Guild of America
  - Maxwell Weinberg Award
- 1998 - Russian Guild of Film Critics
  - Candidatura per il miglior film straniero a James Cameron
- 1997 - Society of Texas Film Critics Awards
  - Candidatura per il miglior film
  - Candidatura per il miglior regista a James Cameron
- 1998 - Toronto Film Critics Association Awards
  - Candidatura per il miglior regista a James Cameron

Nel 2017, in occasione del 20º anniversario della sua uscita, il film è stato selezionato per la conservazione nel National Film Registry degli Stati Uniti dalla Biblioteca del Congresso come "culturalmente, storicamente od esteticamente significativo".

## Citazioni e riferimenti

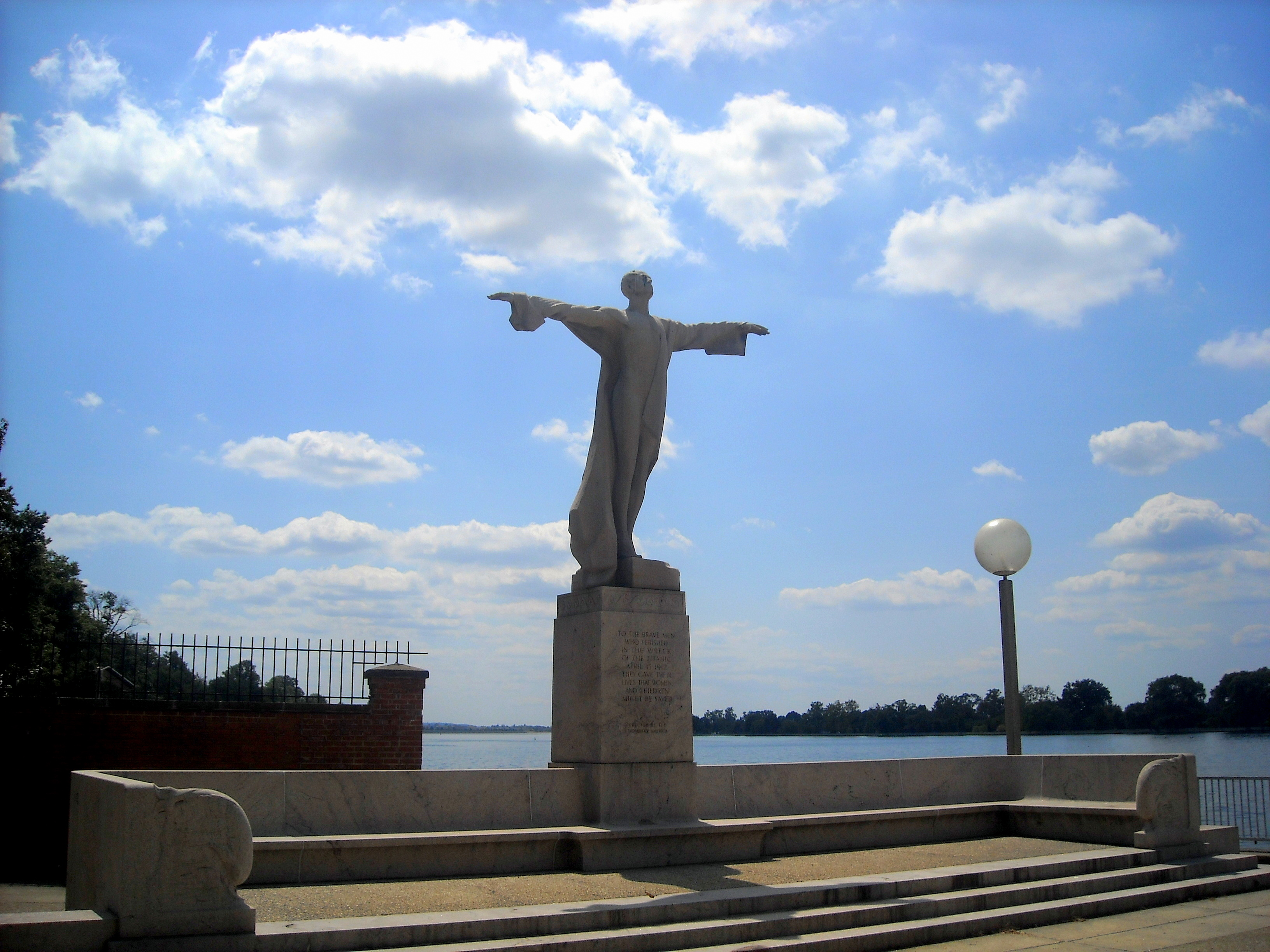
Il Titanic Memorial a Washington

Ai personaggi ed alle scenografie storiche fedelmente ricostruite che compaiono nel film, James Cameron, pur non dichiarandolo mai esplicitamente, ha inserito svariati riferimenti e omaggi impliciti verso la tragedia ed i morti del reale naufragio del Titanic, a partire dalla scena simbolo sulla prua del transatlantico, in cui gli attori Kate Winslet e Leonardo DiCaprio assumono una posa del tutto simile a quella dell'uomo raffigurato nel Titanic Memorial di Washington, costruito nel 1931.